# 왕이되는자
왕이되는자(叫我官老爺)는 중국의 Chuang Cool Entertainment팀이 개발한 모바일 게임이다.